# Iridárium
Iridárium (neboli zahrada kosatců) je zahrada, park nebo součást botanické zahrady, ve které jsou pěstovány kosatce. Je používána pro prezentaci různých druhů a odrůd kosatců obvykle v ucelených výsadbách. Tradice pěstování kosatců sahá do starověku, šlechtění pro komerční účely započalo v 19. století.

## Iridária v České republice
Iridárium v Průhonické botanické zahradě na Chotobuzi Botanického ústavu AV ČR patří mezi tři nejvýznamnější světová iridária. Mají základ v soukromé sbírce Milana Blažka, součástí botanické zahrady se sbírka stala v roce 1963. Milan Blažek patří k nejvýznamnějším světovým šlechtitelům kosatců, jeho odrůdy slavily úspěch v sedmdesátých a osmdesátých letech. Byl dlouholetým vedoucím Botanické zahrady. V současnosti se v Průhonické botanické zahradě pěstuje a vystavuje 3508 druhů, klonů a odrůd kosatců všech skupin. Zahrada se specializuje na prastaré a historické odrůdy.  
Významná sbírka kosatců je v Botanické zahradě hl. m. Prahy. Sbírku založil v sedmdesátých letech Vladimír Huml, který se na rozdíl od Průhonic soustředil především na moderní odrůdy kartáčkatých kosatců a na cibulové kosatce. V současnosti sbírka obsahuje 837 druhů a odrůd kostaců.
Menší kolekce jsou též v arboretu MZLU a Dendrologické zahradě VUKOZ.

## Zahraniční zahrady
Nejstarším iridáriem je Presby Memorial Garden v USA, která byla založena již ve třicátých letech tohoto století. Zahrnuje výsledky světového šlechtění kosatců a ve svém vývoji je spojena s osobnostmi, které se v Severní Americe zasloužily o tak vysokou úroveň zahradnického využití evropských kosatců, že se jim v Evropě nakonec říká „kosatce americké“.
V Evropě byla před druhou světovou válkou nejvýznamnější sbírka kosatců paní Helen von Stein-Zeppelin, vytvořená v jejím zahradnictví v Sulzburgu-Laufenu mezi Freiburgem a Basilejí. V druhé polovině 60. let byla jako celek předána do nově zakládané Botanické zahrady v Basileji-Brůg-Liflgen. 
Další význačnou sbírkou je po druhé světové válce založené Iridádum Botanické zahrady Ruské akademie věd v Sankt Petěrburgu. Bylo založeno známým autorem botanického zpracování rodu Iris, Dr. G. I. Rodioněnkem. Hlavni doba kvetení kosatců je v této zahradě v polovině června. 
Různě rozsáhlé sbírky kosatců najdeme i v řadě dalších evropských botanických zahrad.

## Soutěžní zahrady
Podobný význam jako botanické zahrady mají pro návštěvníky soutěžní zahrady. Mezi nimi je ve světovém měřítku nejvýznamnější Giardino dell’Iris ve Florencii, kosatcová zahrada Italské irisové společnosti. Od roku 1957 zde každoročně probíhá hodnocení nově vyšlechtěných kultivarů zahradních kosatců.
Další soutěžní zahrada, věnovaná raným kosatcům nižšího vzrůstu, byla založena v Dunajském parku (Donaupark) ve Vídni, nedaleko známého Prátru. O zahradní kultuře Velké Británie podává svědectví nejen slavná botanická zahrada v Kew, ale i centrum hodnocení zahradních odrůd ve Wisley.
Soutěžní zahrada Středoevropské kosatcové společnosti byla v letech 2013 - 2023 v Průhonické botanické zahradě.